# Hernals
Hernals est le dix-septième arrondissement de Vienne.

## Patrimoine
- Le château Neuwaldegg et son parc, le parc Schwarzenberg.
- La gare de Vienne-Hernals, conçue en 1896-98 par Otto Wagner.
- L'église du Calvaire (Kalvarienbergkirche), de style baroque.